# Stefano Basalini
Stefano Basalini (Borgomanero, 29 novembre 1977) è un canottiere italiano.

## Biografia
Inizia l'attività agonistica presso il Club Lago d'Orta, per poi passare al Gruppo Sportivo Forestale. Con la maglia della nazionale italiana si è sempre dedicato alle specialità riservate ai pesi leggeri.
Dopo la trafila nelle categorie riservate ai giovani, nel 1997 a soli venti anni vince i Mondiali di Aiguibelette in quattro di coppia pesi leggeri con Franco Sancassani, Paolo Pittino e Massimo Guglielmi. Si ripete l'anno successivo conquistando l'oro nel singolo pesi leggeri ai Mondiali di Colonia, e nel 1999, ai Mondiali di St. Catharines nel due senza con Paolo Pittino.
Nel 2000 si candida con Pittino a rappresentare la nazionale italiana alle Olimpiadi nella specialità del due di coppia pesi leggeri, ma complice un infortunio, il sogno svanisce a favore della coppia Luini - Pettinari.
Ai Mondiali di Lucerna del 2001 vince l'argento in singolo pesi leggeri. Ripete il risultato l'anno successivo a Siviglia. Nel 2003, all'Idroscalo di Milano, conquista nuovamente il titolo di campione mondiale nella specialità del singolo pesi leggeri. A questo successo, nelle successive edizioni dei Mondiali, fanno seguito due quarti posti in due di coppia pesi leggeri
Negli ultimi anni si dedica principalmente alla specialità del quattro di coppia. Nel 2008 vince il Mondiale di Lienz assieme a Daniele Danesin, Daniele Gilardoni e Franco Sancassani. Si ripete nel 2009 a Poznań, con Lorenzo Bertini al posto di Danesin. Nel 2010 è quarto ai Mondiali, ma vince la medaglia d'oro ai Campionati Europei di Montemor-o-Velho con Sancassani, Pietro Ruta e Fabrizio Gabriele. L'ultima medaglia d'oro iridata giunge nel 2011, a Bled, sempre nel quattro di coppia pesi leggeri con Gilardoni, Sancassani e Francesco Rigon.

## Palmarès
- Campionati del mondo di canottaggio

1997 - Lago di Aiguebelette: oro nel 4 di coppia pesi leggeri.
1998 - Colonia: oro singolo pesi leggeri.
1999 - St. Catharines: oro nel 2 senza pesi leggeri.
2001 - Lucerna: argento nel singolo pesi leggeri.
2002 - Siviglia: argento nel singolo pesi leggeri.
2003 - Milano: oro nel singolo pesi leggeri.
2008 - Ottensheim: oro nel 4 di coppia pesi leggeri.
2009 - Poznań: oro nel 4 di coppia pesi leggeri.
2011 - Bled: oro nel 4 di coppia pesi leggeri.
- Campionati europei di canottaggio

2010 - Montemor-o-Velho: oro nel 4 di coppia pesi leggeri.